# 플랑크 전하
에서 {\displaystyle q_{P}}로 표현되는 플랑크 전하는 전하의 양을 나타내며 자연단위의 기본 상수로 표현된다.
플랑크 단위에 속하는 전하의 단위이다.
플랑크 전하는 아래처럼 표현된다.
ch=e/a=4파이ħ= 9.66046e-16
조건
{\displaystyle c\ }는 진공에서의 광속이다.
{\displaystyle h\ }는 플랑크 상수이다.
ħ=1.054 571 800(13) × 10−34
{\displaystyle \epsilon _{0}\ }는 진공 유전율이다.
{\displaystyle e\ }는 기본 전하이다.
{\displaystyle \alpha \ } = (137.035999074(44))−1 은 미세구조상수이다.
가우스 단위와 같은 어떤 단위 체계는 {\displaystyle 4\pi \epsilon _{0}=1}로 정의되며 {\displaystyle q_{P}}를 단순화하여
{\displaystyle q_{P}={\sqrt {\hbar c}}}
와 같이 표현하기도 한다.
SI 단위계로 표현하면
{\displaystyle q_{P}} = 1.8755459 × 10 −18 C = 11.706 e
플랑크 전하는 전자의 전하보다 거의 11.706배 

크다.